# Ориентализиращ период
Ориенталиризарщият период е културен и художествен период в Древна Гърция, започнал през 8 век пр.н.е., когато се усеща силното влияние на по-напредналите цивилизации от Източното Средиземноморие и Близкия Изток. Продължава до края на 7 век пр.н.е. и през този период се развиват няколко различни направления в изкуството с различни центрове. Най-сериозно въздействие върху него оказват Сирия и Асирия и в малко по-малка степен – Финикия и Египет. Гърците възприемат и адаптират изразните средства на тези народи, като създават свой собствен, уникален стил. Според друга класификация периодът включва VII в.пр.н.е. и първата половина на VI в.пр.н.е.. Търговията с източните пазари, най-напред с посредничеството на финикийците, а по-късно директно по море и по суша през Мала Азия разпространява произведенията на източните майстори из целия гръцки свят: бижута, тъкани, слоновокостна скулптура, бронзови предмети.

## Произход
Тесният контакт между културите през 8 и 7 век пр.н.е. се базира на нарастващите търговски връзки, а в някои случаи – и на колонизацията. Едно от главните международни събития през втората половина на 8 век пр.н.е е военната експанзия на Асирия на запад, при която Саргон II отнема Кипър от финикийците. Предметите на изкуството на острова от този период са силно повлияни от близкия Египет, Финикия и Асирия. Източник на новата вълна са и произведенията на сирийските майстори от последните 150 години, когато районът е управляван от арамейците. Гръцките търговци пътуват до пристанището Ал Мина при устието на река Оронтес в Северна Сирия и носят оттам предмети с нов вид и причудлива декорация.
Гърците приемат като заслуга на финикийците обработката на стъкло и метал, майсторството на пурпурното оцветяване на тъканите, развитието на системата от мерки и теглилки, развитието на писмеността. Фактически всички тези умения са заимствани от Египет, Вавилон или Сирия. Някои от темите и мотивите в изкуството по време на този период, които днес се приемат като типично гръцки, всъщност произхождат от Месопотамия или Египет, където имат вековна история, достигаща до зората на източната цивилизация. При гърците влиянието им се проявява като жизнеспособна смесица от хетско и асирийско изкуство. Финикийците и етруските също оказват влияние върху творчеството на гръцките художници.
Смесването на всички тези влияния с егейските тенденции в изкуството, поставят началото на това, което днес се възприема като същинско гръцко изкуство. През този период в много от гръцките полиси се извършва преход от геометричния към ориентализиращия стил. На първо място това става в малоазиатските и островните центрове, а след това се предава към Сикион и Коринт на континента. Те попадат под влиянието на крито-кипърския район, където се възпроизвеждат източните образци и се учат и възприемат техническите достижения на Изтока от финикийците и асирийците. По-късното развитие на гръцкото изкуство е немислимо без този период на многобройни и различни експерименти.

## Вазопис и орнаментика
В края на геометричния стил се извършват важни промени във вазописта. В декорацията се появяват флорални мотиви, животни и чудовища, заимствани от изкуството на Сирия и Финикия, които бързо изместват характерната за геометричния стил украса. Ранното гръцко изкуство е егейско на вид, докато ориентализиращата фаза довежда до появата на нова орнаментика, монументалност и разнообразие. Появяват се съдове с нови форми, идеята за които идва от изток, а пищността на декорацията отразява стремежа на вазописците да обработят тези нови форми по нов начин.
В областите, в които геометричният стил има водеща роля и е силно наложен, известно време той продължава да преобладава във вазописта, като бавно отстъпва на новите форми и декорация. А там, където влиянието му не е толкова силно, ориентализиращият стил се налага бързо. Поради това Атина и Аргос отчасти отстъпват авангардната си роля на Коринт и Източна Гърция. Вазите от остров Родос, Милос и Коринт се отличават с елегантно изработени рисунки, изпълнени с кафяв цвят в няколко тона – от почти червено до много тъмно кафяво.

### Коринтски стил
От 725 г. пр.н.е., по време на ориентилизиращия период, Коринт заема лидерска позиция в изработката и декорацията на керамични съдове. Предпочитанията са насочени към малки вази и флакони, чиито повърхности са разделени на хоризонтални ивици и са покрити с многобройни, дребни и красиви фигури. Създаденият миниатюрен стил там е наречен Протокоринтски. По вазите рядко се срещат фигури на хора, но преобладават изображенията на животни като лъвове, грифони, сфинксове, сирени и други. Флоралните и животински мотиви са срещани по-често, а човешки фигури се появяват само в работите на най-изявените художници от онова време, като Аналатос, Месогей и Полифем.
За да се запълнят празните пространства по изрисуваните вази, вместо геометричните мотиви се появяват образи на палми и лотосови цветове, като по този начин се създава впечатлението за декоративна цялост. Понякога, макар и рядко, празните пространства остават и незапълнени. Художниците от онова време не правят съществена разлика между начина на изобразяване на хората и орнаментите.
Този начален период се характеризира с увеличаване на фигуралните фризове и митологическите изображения. При фризовете, наситени с животински фигури, наред с реалните лъвове и пантери се появяват сфинксове и грифони. С течение на времето, в съседство с древните гъски и лебеди започват да преобладават приказни птици, тритоните и морските кончета изместват геометричните образи на риби. Когато през 7 век пр.н.е. Коринт влиза в търговски отношения с Родос, традиционните протокоринтски типове постепенно се променят и хетските лъвове започват да съжителстват по вазите с характерните за асирийските релефи четирикрили чудовища.
При родоските съдове животните са изобразявани гъвкави, силни и напрегнати, докато при коринтските те са спокойни, понякога даже вяли, а очертанията им често са неясни и дори размити. При коринтските съдове господстват ярките, пъстри и наситени тонове, а линиите са гъвкави, с меки контури. Цветовете често излизат извън контура така, че в основата на рисунката се оказва не линията, а свободно по формата си цветно петно. Художниците използват черен лак, бяла боя и кафяволилав цвят, положени върху теракотната жълтооранжева основа.
Към края на 7 век пр.н.е. майсторите вече не са удовлетворени от подражателството на източните образци и фантазията им създава нови животински типове. Броят на приказните същества значително нараства и в рисунките те се смесват с реално съществуващите. Ако по-рано само сирените и грифоните са изобразявани с крила, то постепенно крила израстват и при пантерите и лъвовете. Телата на птиците причудливо се съчетават с глави на овни, кучета, лъвове, пантери и други.
При разпространяването на стила постепенно животинските фигури намаляват, заместени от сцени от ежедневието и гръцката митология. При техниката на изпълнение се появяват наченки на трикратно изпичане на съдовете. Грънчарските съдове, изработени през ориентализиращия период бързо са пренесени през Коринтския провлак в Атина, където се създава т.нар. Протоатически стил.

### Атически стил
През 7 век пр.н.е. живописта в Атина следва малко по-различен курс. Художниците там също заемат ориенталски мотиви, но предпочитанията им клонят към изработката на големи вази. Този стил в Атина се нарича Протоатически и за първи път включва сцени, които се отнасят недвусмислено към митологията и героичното минало на Гърция. Често по големите вази, използвани като надгробни паметници, са рисувани образите на Херкулес, Персей и други древногръцки герои. Обикновено телата на мъжете и животните се изобразяват в силует, а главите им са изрисувани само в контур. Женските образи са само очертани. Изображенията са смели, понякога дори небрежни, а общият ефект е монументален и силно впечатляващ.
Най-яркият пример за изкуството през ориентализиращия период са т.нар. милоски вази – хидрии и големи амфори с много широка шия, често поставени на висока основа. Центърът им на производство и до днес не е точно установен. Един от най-добрите екземпляри е амфората от Атина със сцена на пристигането на Аполон в Делос през около 640 г. пр.н.е. Преходът от геометричен стил към атически проличава при сравнението и с дипилонската ваза, която е създадена сто години по-рано. Геометричните елементи все още не са изчезнали напълно, но сега те са ограничени при основата, дръжките и ръба. Появяват се нови криволинейни мотиви като спирали, ленти, палмети, волути и розети.

### Чернофигурален стил
Едновременно с това в Коринт се развива техниката на рисуване на съдовете в черен цвят. Въпреки източното влияние, този стил не дължи нищо на него и по същество е създаден в Гърция. Черната керамика е внимателно изработена и трикратно изпечена, за да се получат уникалните червени и черни цветове, характерни за този стил.
Основната разлика с предхождащите стилове се изразява в това, че фигурите са очертани с контур от черен лак върху светлата глина, а вътрешността им е запълнена с безразборен щрих, който след изпичането придобива равен, черен цвят. Нерядко са добавени детайли в пурпурно или бяло. Орнаментите, които запълват празните пространства изчезват, като на тяхно място се появяват надписи с имената на изобразените герои или митологични личности. В други случаи фонът остава празен, а фигурите, освободени от източната пъстротата, се превръщат в единно цяло.
Върху съдовете се рисува с черна боя, а детайлите са очертани с врязани линии за по-голяма яснота и контраст. Преди изпичането все още видът на декорацията не може да се определи. След него съдовете остават с червено-оранжевия цвят на глината, на фона на който контрастно се открояват черните фигури. Все по-често се появяват изображения на човешки фигури и композиционната схема също търпи промяна. Най-популярни стават мотивите за пиршества, сражения, митологични сцени, особено из живота на Херакъл и Троянската война.
В края на 7 и началото на 6 век пр.н.е. чернофигуралната техника окончателно се налага в коринтските вази и в продукцията на работилниците в Беотия, Лакония, в йонийските градове и Атика, с център Атина. Високото качество на вазите, изработени в този стил, довежда до процъфтяваща експортна търговия и в края на 7 в. пр.н.е. те се разпространяват из цялото Средиземноморие.

## Скулптура
В развитието на гръцката пластика през 7 и началото на 6 век пр.н.е. значителна роля изиграва Родос. По това време островът е наводнен с египетски изделия и родоските майстори първоначално започват да копират, а по-късно и да творят свои собствени предмети на малката пластика. Между многочислените находки в некрополите на Ялис и Камир са намерени керамични фигури на жени и мъже, седящи на тронове, божества с овчи глави, богове, държащи лъвове, мъже с притиснати към гърдите им овце, както и многобройни теракотени образи на египетския бог-джудже Бес. Тяхната изработка свидетелства за наличието на подражателски период в развитието на изкуството на Родос.
Сред родоските статуетки се срещат образци на „архаичния Аполон“, които са характерни за гръцката архаична скулптура, но те са изработени със строго египетско лице и без усмивка. Позата обикновено е типично египетска, но едновременно с това фигурите са с характерната за гърците пълна голота, неегипетски общ облик, отсъствие на изразена мускулатура и йонийска мекота на обработката.
В Египет статуетки от този тип, на човешки фигури със скръстени ръце, се поставят в гробниците с тройна функция. От една страна те представляват изображения на мъртвия, от друга играят роля на свита на погребания и освен това могат да се разглеждат и като малки идоли на боговете, гарантиращи безсмъртие на покойника. В Асирия тези статуетки имат друга цел, тъй като са предназначени за живите. Те предпазват хората от враждебни влияния и затова често се поставят в храмовете или пред входните врати на жилищата.
На Родос те се ползват с различна цел. Поставят се в гробовете за защита на мъртвия и за негово развлечение, особено когато става въпрос за дете. Приет е и асирийския принцип – да се поставят на прага на храмовете за защита от враждебните сили. При цялото външно сходство и тук се проявява гръцкото своеобразие, характерно за целия ориентализиращ период. Изменя се видът на цялата фигура, включително типът на лицето и формата на очите. За първи път фигурките на боговете и владетелите са усмихнати, тъй като до гръцката пластика те винаги са строги за да внушават страх и ужас у вярващите, което заляга в основата на целия монархически строй.

## Архитектура
През около 650 г. пр.н.е. гърците започват редовно да посещават Египет и наблюдението на монументалните сгради там ляга в основата на появата и развитието на монументалните архитектура и скулптура в древна Елада. Като първа стъпка се очертава механичната замяна на дървените колони в сградите с каменни и превръщането на дървените и тухлени елементи в еквивалентни каменни. Постепенното развитие на пропорцията и структурата води до появата на каменните ордери в древногръцката архитектура. Подреждането и оформянето на различните части, главно колоните, капителите и антаблеманите, характеризират основната декорация на древногръцките храмове, различни при различните архитектурни ордери – дорийски, йонийски и по-късния коринтски.
Дорийският стил възниква през втората половина на 7 век пр.н.е., най-вероятно в Коринт. Неговите елементи са прости – колони без бази, прости капители без никаква украса и фризове над колоните, декорирани с метопи и триглифи. Използват се варианти, повтарящи естетиката на по-ранните дървени и тухлени конструкции. Ранен пример е храмът на Аполон в Термо, който все още не е изцяло каменен, а едновременно с камъка са използвани дървен материал и тухли.
Йонийският ордер започва развитието си в източните части на Гърция, в края на ориентализиращия период. Един от първите образци са датирани около 600 г. пр.н.е. в Смирна, където каменните колони завършват с капители с формата на волути, елемент, извлечен от азиатските образци, където е използван основно върху по-малки предмети и мебели и разширен в архитектурата. Този модел става определящ фактор за развитието на йонийския ордер в следващия 6 век пр.н.е.

## Бижутерия
През 8 век пр.н.е. център на бижутерията по Средиземноморието е Финикия. По онова време се развива търговията по море и много от бижутерските предмети се разпространяват от Финикия към Гърция, Италия, Сардиния и Северна Африка. На територията на днешна Гърция и Етрурия се появяват скито-ирански ориенталски предмети с животински мотиви и бижутерите започват да ги имитират.
В Етрурия, в много по-голяма степен отколкото в Гърция, бижутерията бързо започва да се развива, а симбиозата между финикийските модели и етруския вкус водят до внушителни резултати. Наред с внесените предмети и механично повтаряните ориенталски мотиви се появяват оригинални форми, техники и стилове. Създадена е нова концепция, при която размерът на бижутата се увеличава, а великолепието и богатата украса стигат своя апогей. Елементите като висулки, глави на игли и фибули често са украсени със златен прах, в който се открояват матовите фигури на химери, сфинксове, крилати лъвове, грифони, кентаври, човешки глави, конници и во̀йни. Техническата виртуозност използва всички налични ресурси на филиграна и изработката на предмети от чисто злато, без хроматична инкрустация, което довежда до едни от най-забележителните постижения в историята на бижутерията. Великолепен пример от този период е фибулата от гробницата на ликтор във Ветулония.
В древния некропол в атинския район Керамейк са открити 7 златни диадеми с инкрустирани орнаменти от източен тип. Още над 30 от подобен вид са открити и в Атика. Орнаментите на по-ранните диадеми са заимствани от Сирия, но при по-късните те са типично гръцки. Вместо лъвове и пантери се изобразяват коне, хора и даже кентаври. Предполага се, че първите са произвеждани с помощта на вносни печати, а при вторите вече са изработени местни. Предноазиатските модели на обеци с цилиндрична форма са преобразувани в сърповидни пластинки с висящи от тях метални сферички.